# Głowno (stad)
Głowno is een stad in het Poolse woiwodschap Łódź, gelegen in de powiat Zgierski.
De oppervlakte bedraagt 19,82 km², het inwonertal 15.221 (2005). De bevolkingsdicht bedraagt dus 768 inwoners per km². Van de bevolking is 52,4% vrouw en 47,6% man.

## Geboren
- Zbigniew Bródka (1984), schaatser

## Partnersteden
- Remptendorf (Duitsland)